# باشگاه فوتبال پلیس پنجاب
باشگاه فوتبال پلیس پنجاب (انگلیسی: FC Punjab Police) یک باشگاه فوتبال از هند است که در شهر جلندر ایالت پنجاب قرار دارد.